# 1U busz (Zalaegerszeg)
A zalaegerszegi 1U jelzésű autóbusz a Vasútállomás és Andráshida, Hatház forduló megállóhelyek között közlekedik. A vonalat a Volánbusz üzemelteti.

## Útvonala
| Andráshida, Hatház forduló felé | Vasútállomás felé |
| --- | --- |
| Vasútállomás vá. – Zrínyi Miklós utca – Kosztolányi Dezső utca – Kovács Károly tér – Kazinczy tér – Rákóczi Ferenc utca – Ola utca – Hock János utca – Körmendi út – Körmendi út – Hatházi utca – Andráshida, Hatház forduló vá. | Andráshida, Hatház forduló vá. – Hatházi utca – Körmendi út – Novák Mihály utca – Gazdaság utca – Körmendi út – Hock János utca – Ola utca – Rákóczi Ferenc utca – Kazinczy tér – Széchenyi tér – Kossuth Lajos utca – Zrínyi Miklós utca – Vasútállomás vá. |

## Megállóhelyei
| 1U (Vasútállomás ⇆ Andráshida, Hatház forduló) | 1U (Vasútállomás ⇆ Andráshida, Hatház forduló) | 1U (Vasútállomás ⇆ Andráshida, Hatház forduló) | 1U (Vasútállomás ⇆ Andráshida, Hatház forduló)                                  | 1U (Vasútállomás ⇆ Andráshida, Hatház forduló) | 1U (Vasútállomás ⇆ Andráshida, Hatház forduló) | 1U (Vasútállomás ⇆ Andráshida, Hatház forduló)                                          | 1U (Vasútállomás ⇆ Andráshida, Hatház forduló) |
| Perc (↓)                                       | Perc (↓)                                       | Perc (↓)                                       | Megállóhely                                                                     | Perc (↑)                                       | Perc (↑)                                       | Átszállási lehetőségek                                                                  |                                                |
| ---------------------------------------------- | ---------------------------------------------- | ---------------------------------------------- | ------------------------------------------------------------------------------- | ---------------------------------------------- | ---------------------------------------------- | --------------------------------------------------------------------------------------- | ---------------------------------------------- |
|                                                |                                                | 0                                              | Vasútállomás végállomás                                                         | 24                                             |                                                | 1, 1Y, 3, 3Y, 4, 4A, 4E, 4U, 4Y, 5U, 9U, 10, 10Y, 11, 11A, 11Y, 41, C2, C4 Zalaegerszeg |                                                |
| 1                                              | Hunyadi utca                                   | ∫                                              | 1, 1E, 1Y, 3, 3Y, 8, 5U, 9U, 10, 10C, 10Y, 26, 30, 30A, 30C, 41                 |                                                |                                                |                                                                                         |                                                |
| 2                                              | Önkiszolgáló étterem                           | ∫                                              | 1, 1E, 1Y, 3, 3Y, 4, 8, 5U, 9U, 10, 10C, 10Y, 26, 30, 41, C2                    |                                                |                                                |                                                                                         |                                                |
| 4                                              | Kovács Károly tér                              | ∫                                              | 1, 1E, 1Y, 3, 3C, 3Y, 5, 5C, 5U, 5Y, 8, 9, 9U, 10, 10C, 10Y, 26, 30, 41, C2, C5 |                                                |                                                |                                                                                         |                                                |
| ∫                                              | Kórház (Zrínyi utca)                           | 23                                             | 1, 1Y, 3, 3Y, 5U, 8, 8E, 9U, 10, 10Y, 11, 11A, 11Y, 41, C1                      |                                                |                                                |                                                                                         |                                                |
| ∫                                              | Gyógyszertár (Kossuth utca)                    | 21                                             | 1, 1Y, 3, 3C, 3Y, 5U, 8, 8C, 8E, 9U, 11, 11A, 11Y, 24, 41                       |                                                |                                                |                                                                                         |                                                |
| ∫                                              | Széchenyi tér                                  | 19                                             | 1, 1Y, 3, 3C, 3Y, 5, 5C, 5U, 5Y, 8, 8C, 8E, 9U, 11, 11A, 11Y, 24, 41            |                                                |                                                |                                                                                         |                                                |
| 6                                              | Kazinczy tér                                   | ∫                                              | 1, 1A, 1E, 1Y, 10, 10C, 10E, 10Y, 24, 26, 30, 30C, C2                           |                                                |                                                |                                                                                         |                                                |
| 8                                              | Zrínyi Gimnázium                               | 16                                             | 1, 1A, 1E, 1Y, 10, 10C, 10Y, 11, 11A, 11Y, 24, 26                               |                                                |                                                |                                                                                         |                                                |
| 9                                              | Olai templom (Interspar)                       | 15                                             | 1, 1A, 1E, 1Y, 10, 10C, 10E, 10Y, 11, 11A, 11Y, 24, 26                          |                                                |                                                |                                                                                         |                                                |
| 11                                             | Ola, temető (↓) Ola utca - Platán sor (↑)      | 14                                             | 1, 1A, 1E, 1Y, 10, 10Y, 11, 11A, 11Y, 24, 48, 69, C1, C4                        |                                                |                                                |                                                                                         |                                                |
| 12                                             | Malom utca (Zala Bútor)                        | 12                                             | 1, 1A, 1E, 1Y, 24, 69, C1                                                       |                                                |                                                |                                                                                         |                                                |
| 13                                             | Kiskondás étterem                              | 11                                             | 1, 1A, 1E, 1Y, 24, 69, C1                                                       |                                                |                                                |                                                                                         |                                                |
| 14                                             | Hock János utca (Bíbor utca)                   | 10                                             | 1, 1A, 1E, 1Y, 24, 69, C1                                                       |                                                |                                                |                                                                                         |                                                |
| 0                                              | ∫                                              | Szenterzsébethegy, Újhegy végállomás           | ∫                                                                               | 14                                             | 24                                             |                                                                                         |                                                |
| 2                                              | ∫                                              | Szenterzsébethegy, kút                         | ∫                                                                               | 12                                             | 24                                             |                                                                                         |                                                |
| ∫                                              | ∫                                              | Szenterzsébethegy, Molnárház                   | ∫                                                                               | 9                                              | 24                                             |                                                                                         |                                                |
| ∫                                              | ∫                                              | Szenterzsébethegyi utca 32.                    | ∫                                                                               | 8                                              | 24                                             |                                                                                         |                                                |
| ∫                                              | ∫                                              | Szenterzsébethegy, Öreghegy                    | ∫                                                                               | 6                                              | 24                                             |                                                                                         |                                                |
| ∫                                              | ∫                                              | Szenterzsébethegyi utca 32.                    | ∫                                                                               | 5                                              | 24                                             |                                                                                         |                                                |
| ∫                                              | ∫                                              | Szenterzsébethegy, Molnárház                   | ∫                                                                               | 4                                              | 24                                             |                                                                                         |                                                |
| 3                                              | ∫                                              | Szenterzsébethegy II. elágazó                  | ∫                                                                               | 2                                              | 24                                             |                                                                                         |                                                |
| 4                                              | ∫                                              | Vorhota                                        | ∫                                                                               | 1                                              | 24                                             |                                                                                         |                                                |
| 5                                              | 0                                              | ∫                                              | Hűtőipari Zrt. induló végállomás                                                | ∫                                              | 0                                              | 24                                                                                      |                                                |
| 6                                              | ∫                                              | ∫                                              | Andráshida, Körmendi út                                                         | ∫                                              |                                                | 1, 1Y                                                                                   |                                                |
| 7                                              | ∫                                              | ∫                                              | Andráshida, Gébárti út (tó)                                                     | ∫                                              | 1, 1E, 1Y                                      |                                                                                         |                                                |
| 8                                              | ∫                                              | ∫                                              | Andráshida, Szentmártoni út                                                     | ∫                                              | 1, 1E, 1Y                                      |                                                                                         |                                                |
| 9                                              | ∫                                              | ∫                                              | Andráshida, Berek utca                                                          | ∫                                              | 1, 1E, 1Y                                      |                                                                                         |                                                |
| 10                                             | ∫                                              | ∫                                              | Andráshida, Kutasi utca 25.                                                     | ∫                                              | 1, 1E, 1Y                                      |                                                                                         |                                                |
| ∫                                              | ∫                                              | 16                                             | Teskándi elágazó                                                                | 8                                              | 1, 1A, 1E, 1Y, 24, 69, C1                      |                                                                                         |                                                |
| ∫                                              | 2                                              | 18                                             | Andráshida, bolt                                                                | 6                                              | 1, 1E, 24, 69, C1                              |                                                                                         |                                                |
| 12                                             | 3                                              | 19                                             | Andráshida, Novák Mihály utca                                                   | ∫                                              | 1, 1E, 1Y, 24, C1                              |                                                                                         |                                                |
| ∫                                              | 5                                              | ∫                                              | Andráshida, sportpálya érkező végállomás                                        | 4                                              | 1, 1E, 1Y, 69, C1                              |                                                                                         |                                                |
| 14                                             | ∫                                              | 22                                             | Andráshida, repülőtér                                                           | 1                                              | 1E, 1Y                                         |                                                                                         |                                                |
| 15                                             | ∫                                              | 23                                             | Andráshida, Hatház forduló végállomás                                           | 0                                              | 1Y                                             |                                                                                         |                                                |